# Saeki-ku (Hiroshima)
Saeki (佐伯区 Saeki-ku?) es un barrio de la ciudad de Hiroshima, en la prefectura de Hiroshima, Japón. En junio de 2019 tenía una población estimada de 138.346 habitantes y una densidad de población de 614 personas por km². Su área total es de 225,43 km².

## Demografía
Según los datos del censo japonés, esta es la población de Saeki en los últimos años.
| Año del censo | Población |
| ------------- | --------- |
| 1995          | 124.618   |
| 2000          | 134.713   |
| 2005          | 134.022   |
| 2010          | 135.280   |
| 2015          | 136.699   |